# Coccinia trilobata
Coccinia trilobata är en gurkväxtart som först beskrevs av Célestin Alfred Cogniaux, och fick sitt nu gällande namn av Charles Jeffrey. Coccinia trilobata ingår i släktet Coccinia, och familjen gurkväxter. Inga underarter finns listade i Catalogue of Life.